# 雄武洞湖
雄武洞湖（ロシア語: Проточное, おむどうこ）は、樺太西海岸中部にある湖。
当該地域の領有権に関する詳細は樺太の項目を、現状に関してはサハリン州の項目を見よ。

## 地理
樺太恵須取郡塔路町に位置する海跡湖で、間宮海峡に面する。塔路町の中心部より南に位置する。